# 門羅鎮區 (密蘇里州戴維斯縣)
門羅鎮區（英語：Monroe Township）是位於美國密蘇里州戴維斯縣的一個行政鎮區。

## 地方資料
門羅鎮區的面積為94.58平方千米，當中陸地面積為93.72平方千米，而水域面積為0.86平方千米。根據2020年美國人口普查的數據，當地共有人口166人，而人口密度為每平方千米1.76人。